# Acura
Acura ist ein Markenname, der seit 1986 vom japanischen Automobilhersteller Honda in Nordamerika und Hongkong für Premium- und  sportliche Modelle verwendet wird. 2004 wurde die Marke in Mexiko etabliert, 2006 in der Volksrepublik China und 2008 in Russland, allerdings dort 2014 wieder abgeschafft. In China endete der Verkauf 2023. Ursprüngliche Pläne einer Einführung im Stammland Japan wurden letztlich nicht realisiert.

## Modelle
Die Fahrzeugpalette besteht aus Honda-Modellen, die durch Badge-Engineering und technische wie optische Aufwertung verändert werden, sowie aus Fahrzeugreihen, die eigens für die Marke Acura entwickelt und ausschließlich unter diesem Label vermarktet werden.
Ähnlich wie seine japanischen Mitbewerber Toyota und Nissan (mit ihren Luxusablegern Lexus und Infiniti), versucht Honda auf diese Weise, am renditestarken Markt für Premiumfahrzeuge zu partizipieren. Ziel dieser Strategie ist es, die technischen Ressourcen der Muttermarke kostengünstig zu nutzen, dem Kunden aber gleichzeitig den Eindruck zu vermitteln, dass es sich um eine eigenständige Marke handelt, die keinen Bezug zu den günstigen Modellen der Muttermarke hat. Aus diesem Grund sind die Verkaufsflächen oft auch räumlich getrennt.

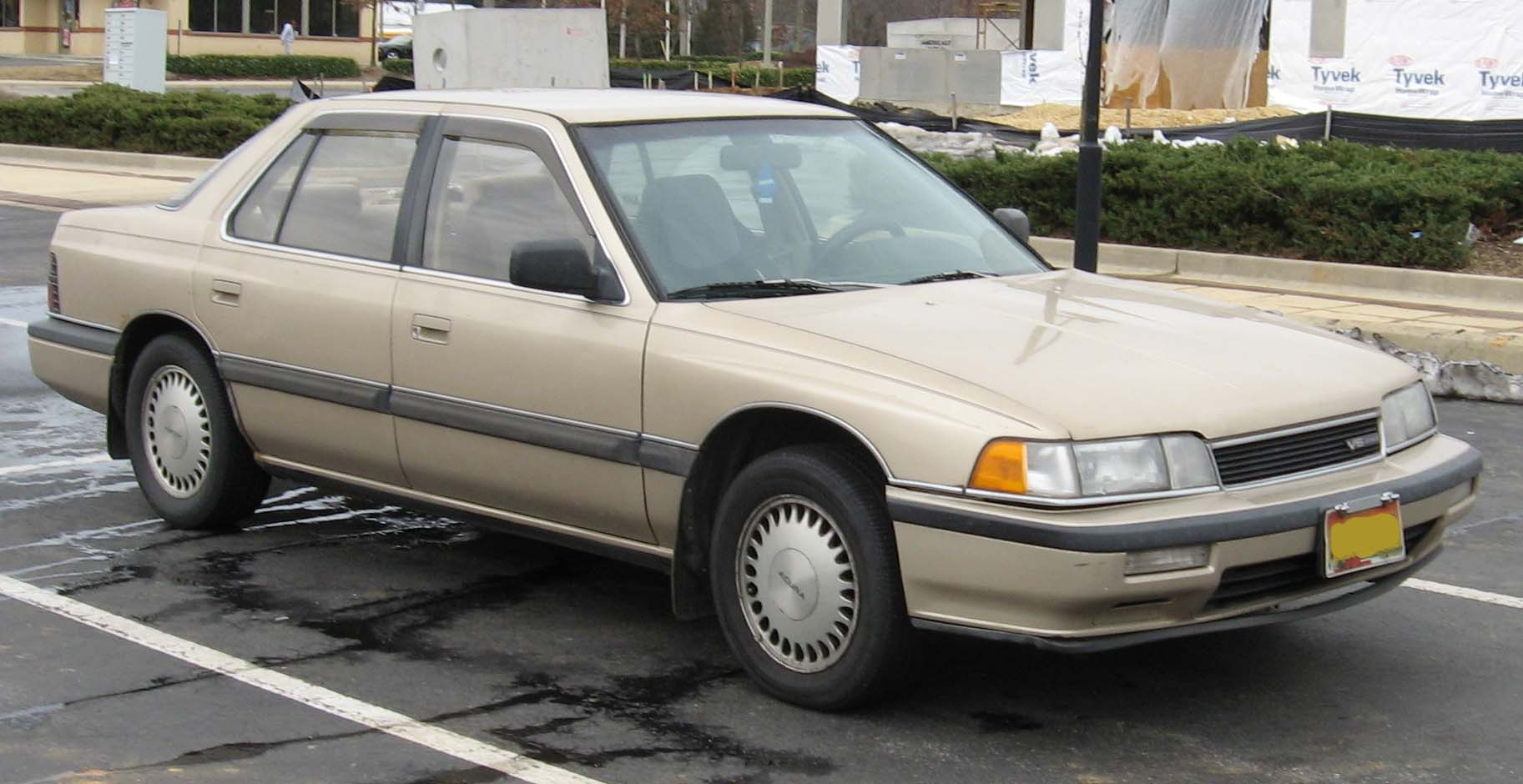
Erstes Acura-Modell 1986: Legend
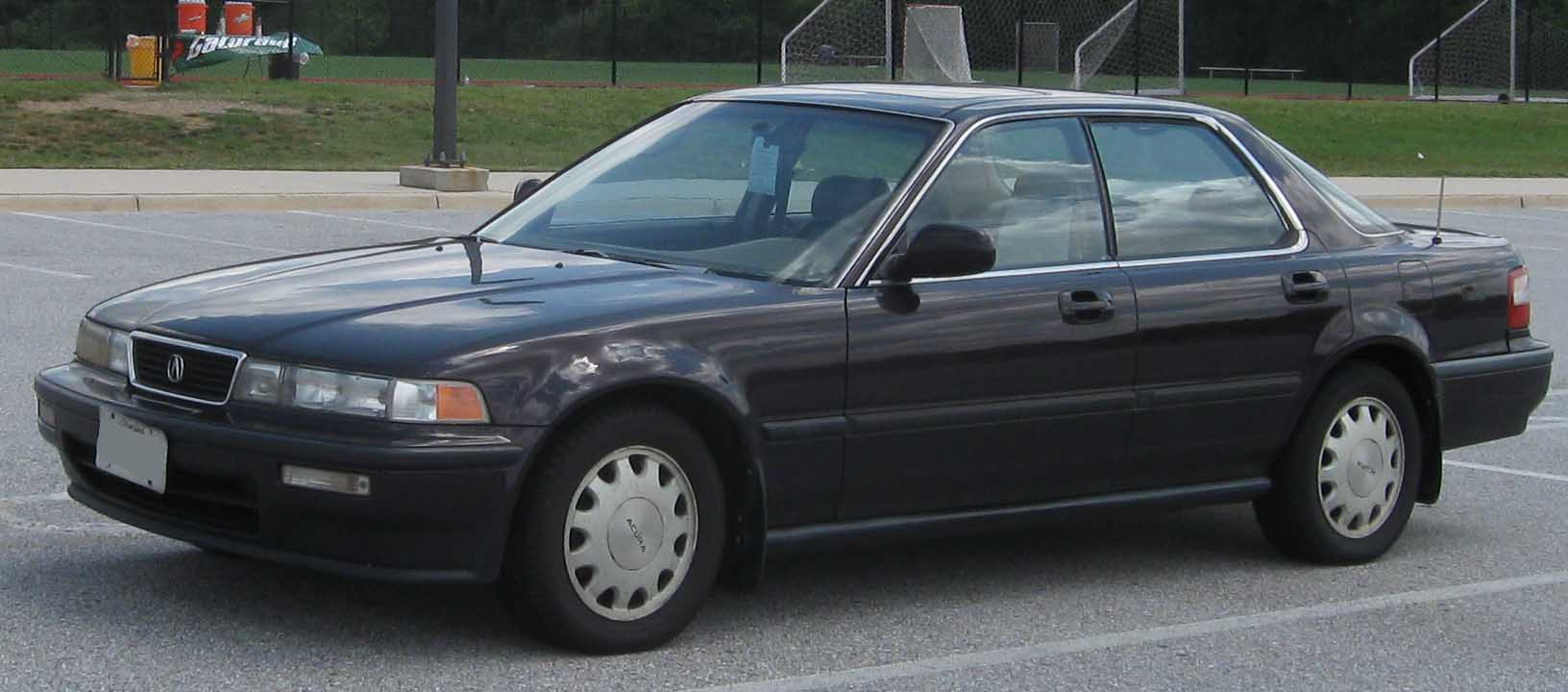
Acura Vigor
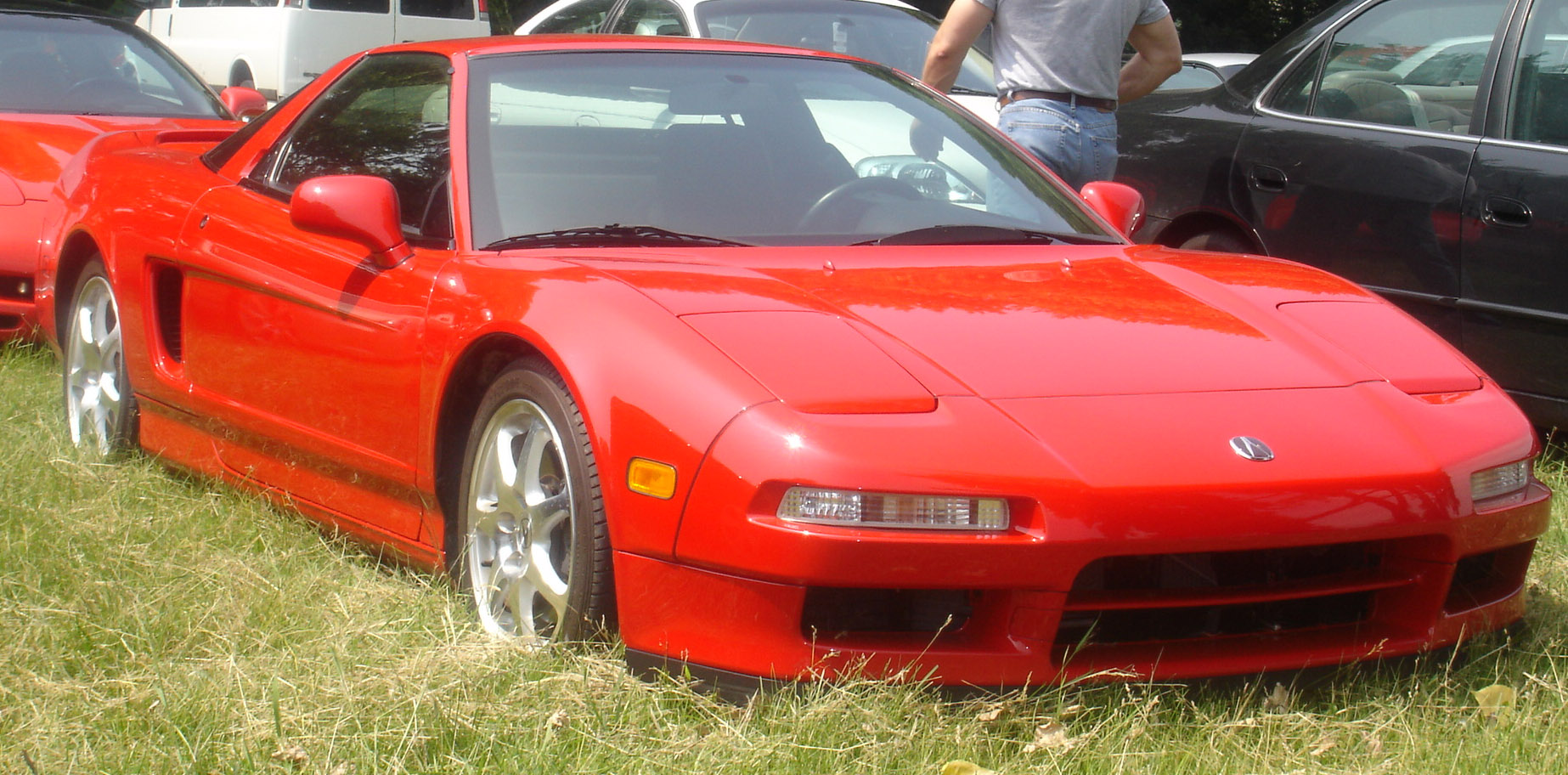
Acura NSX
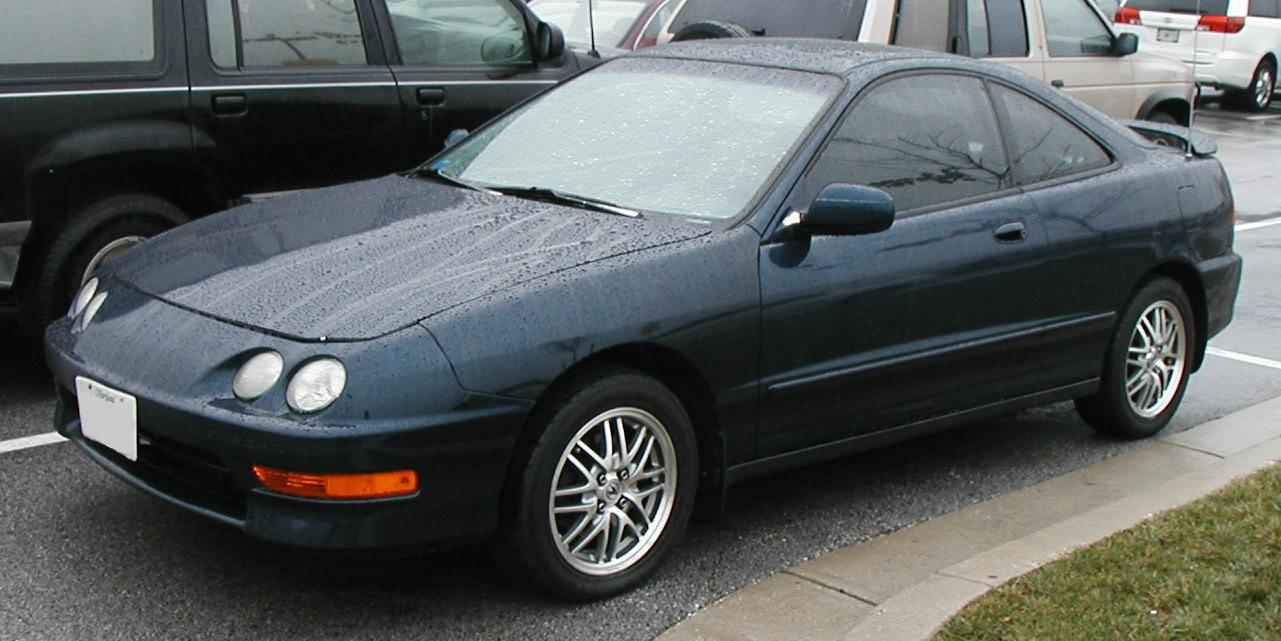
Acura Integra
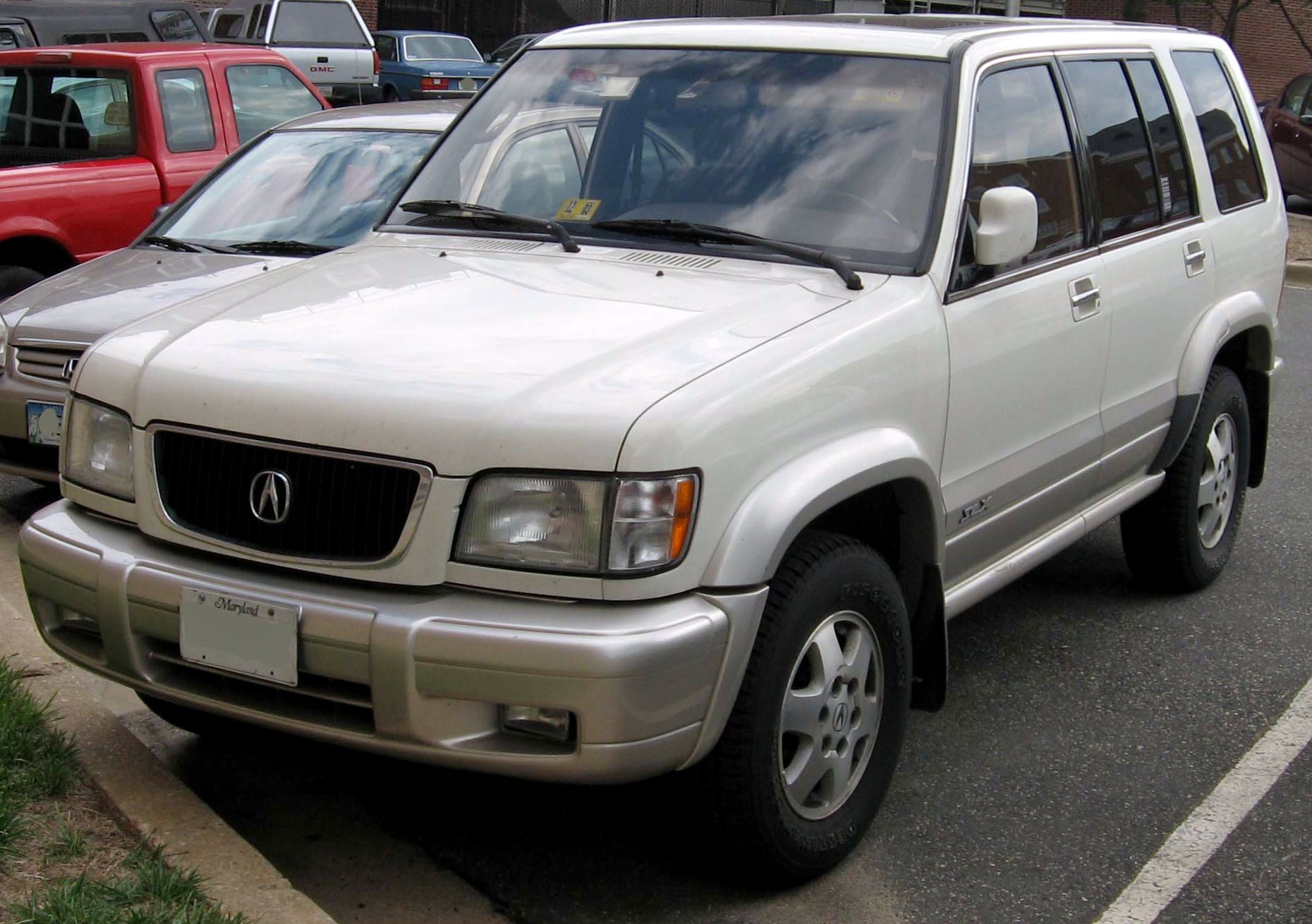
Acura SLX
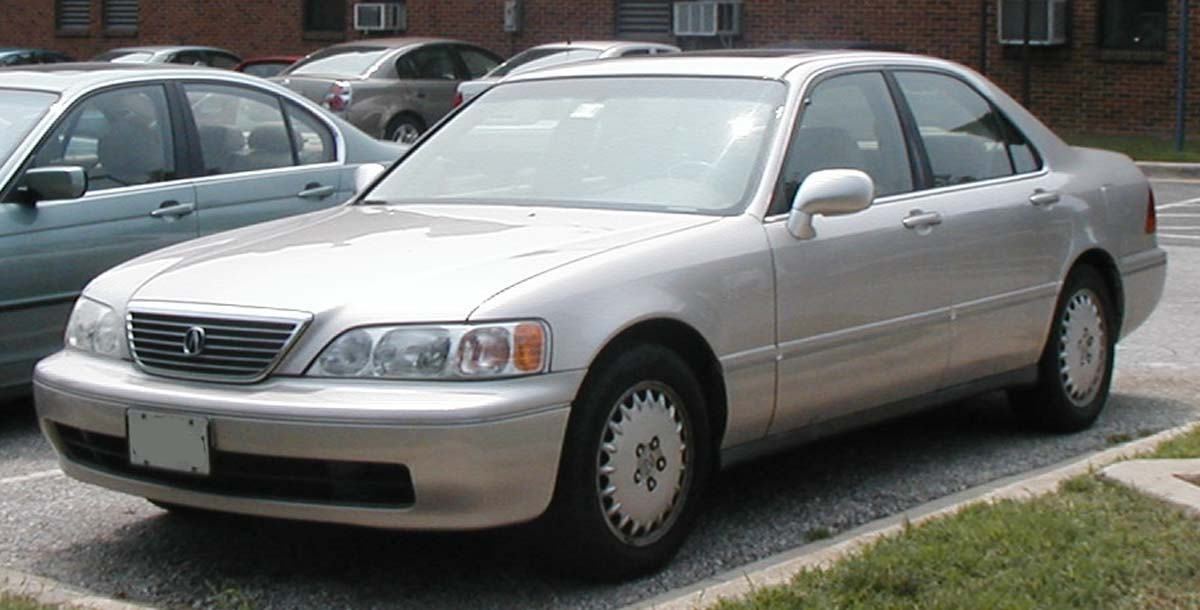
Acura RL
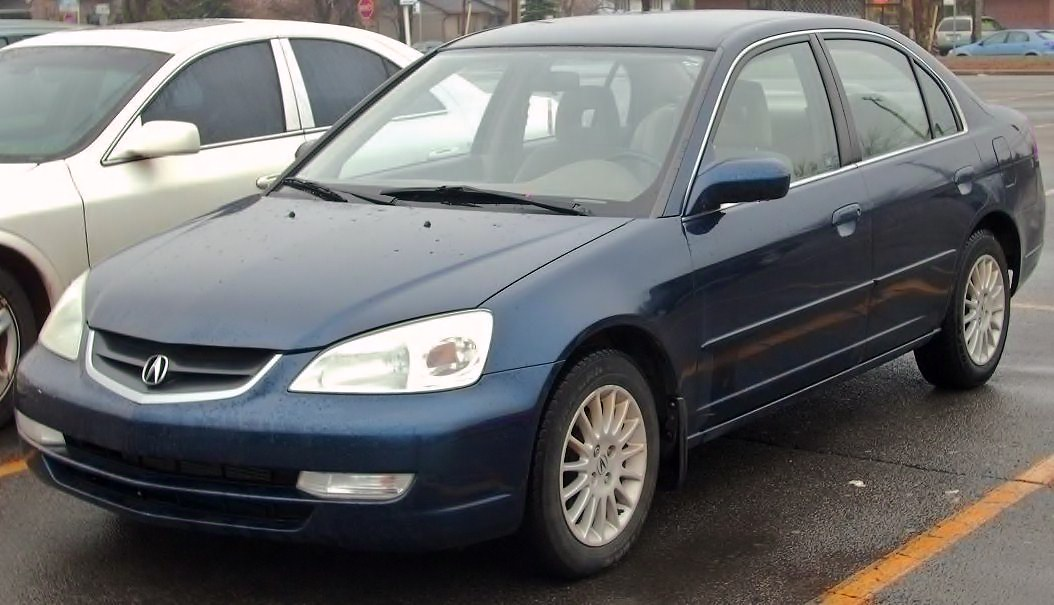
Acura EL
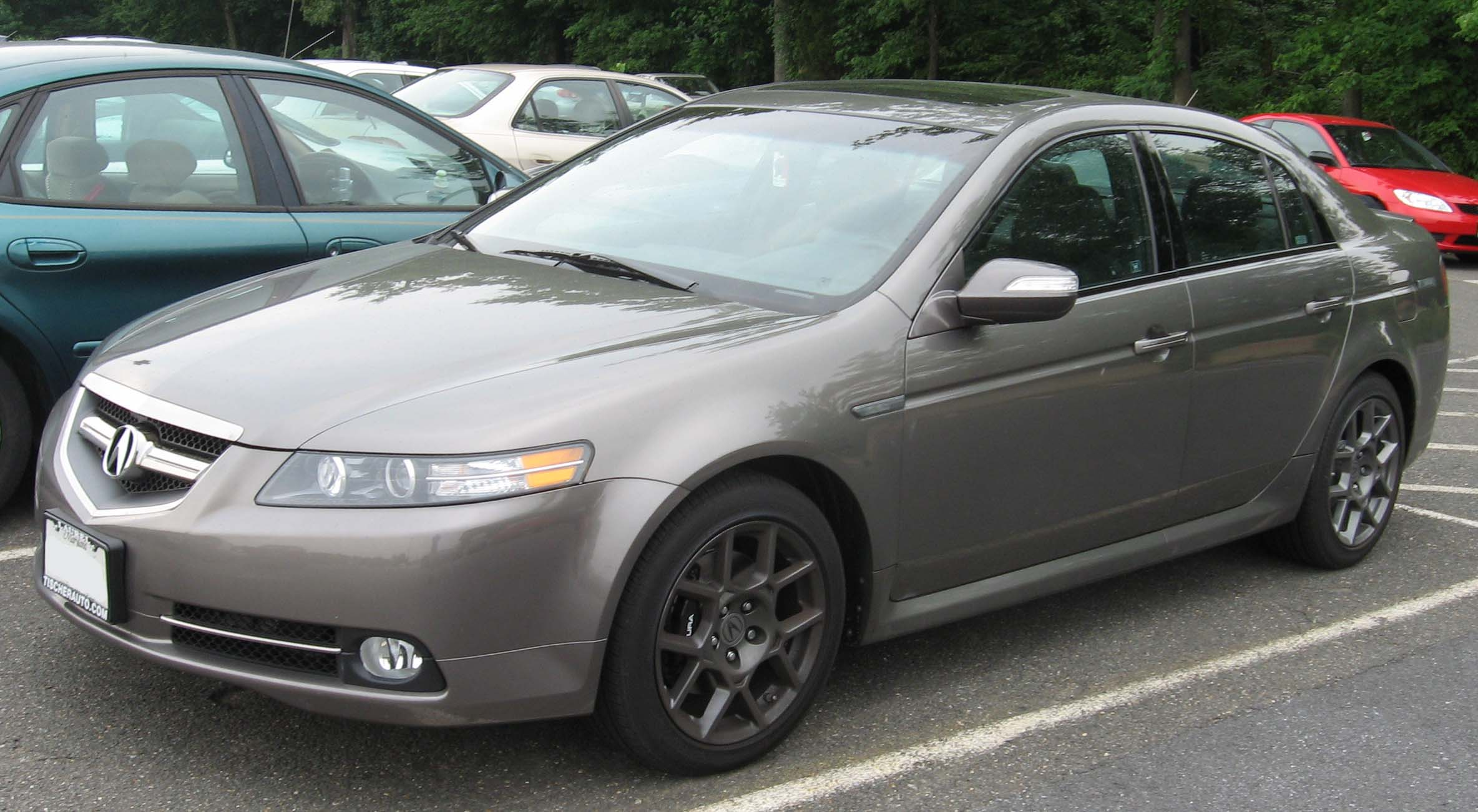
Acura TL Type-S
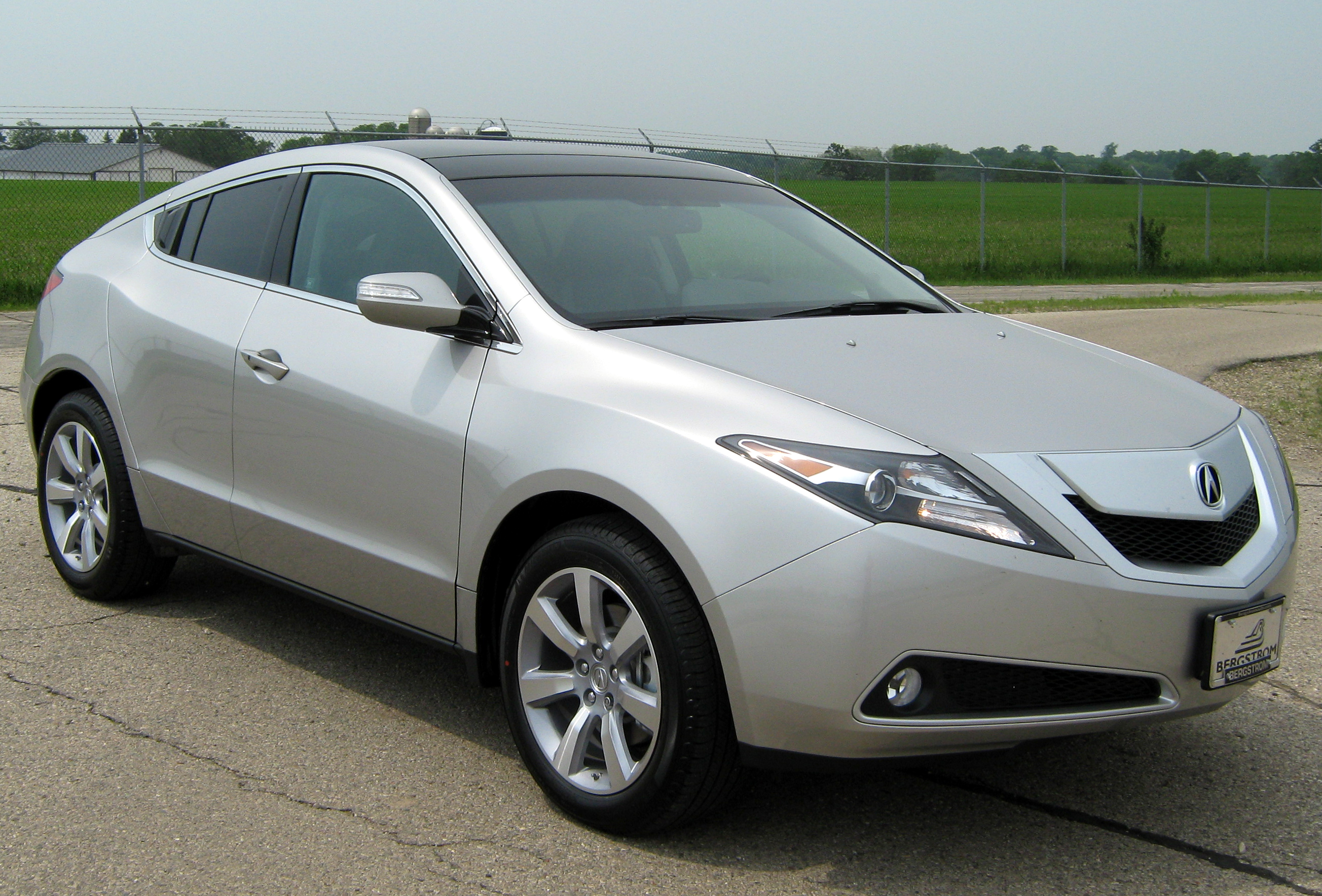
Acura ZDX
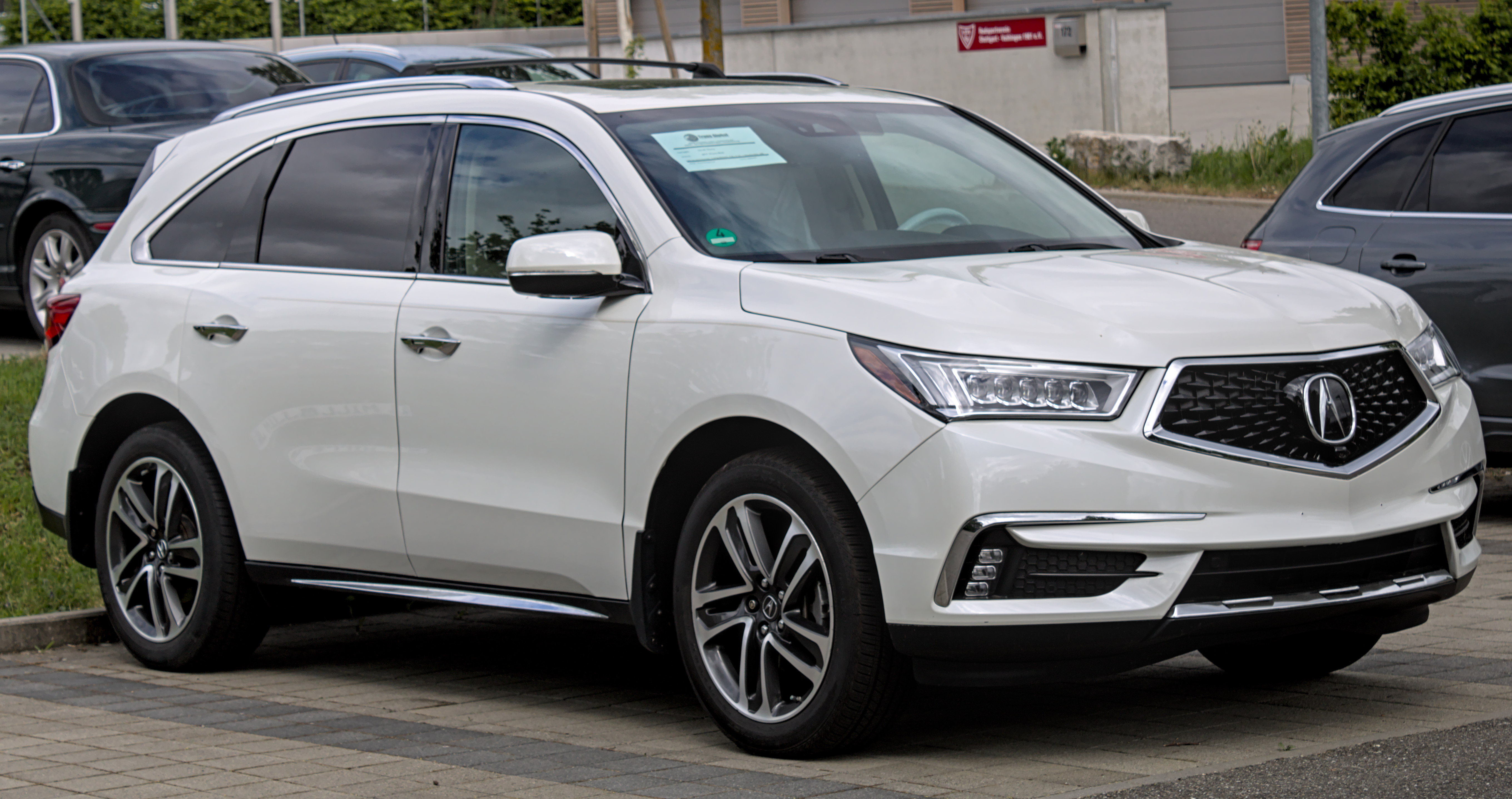
Acura MDX
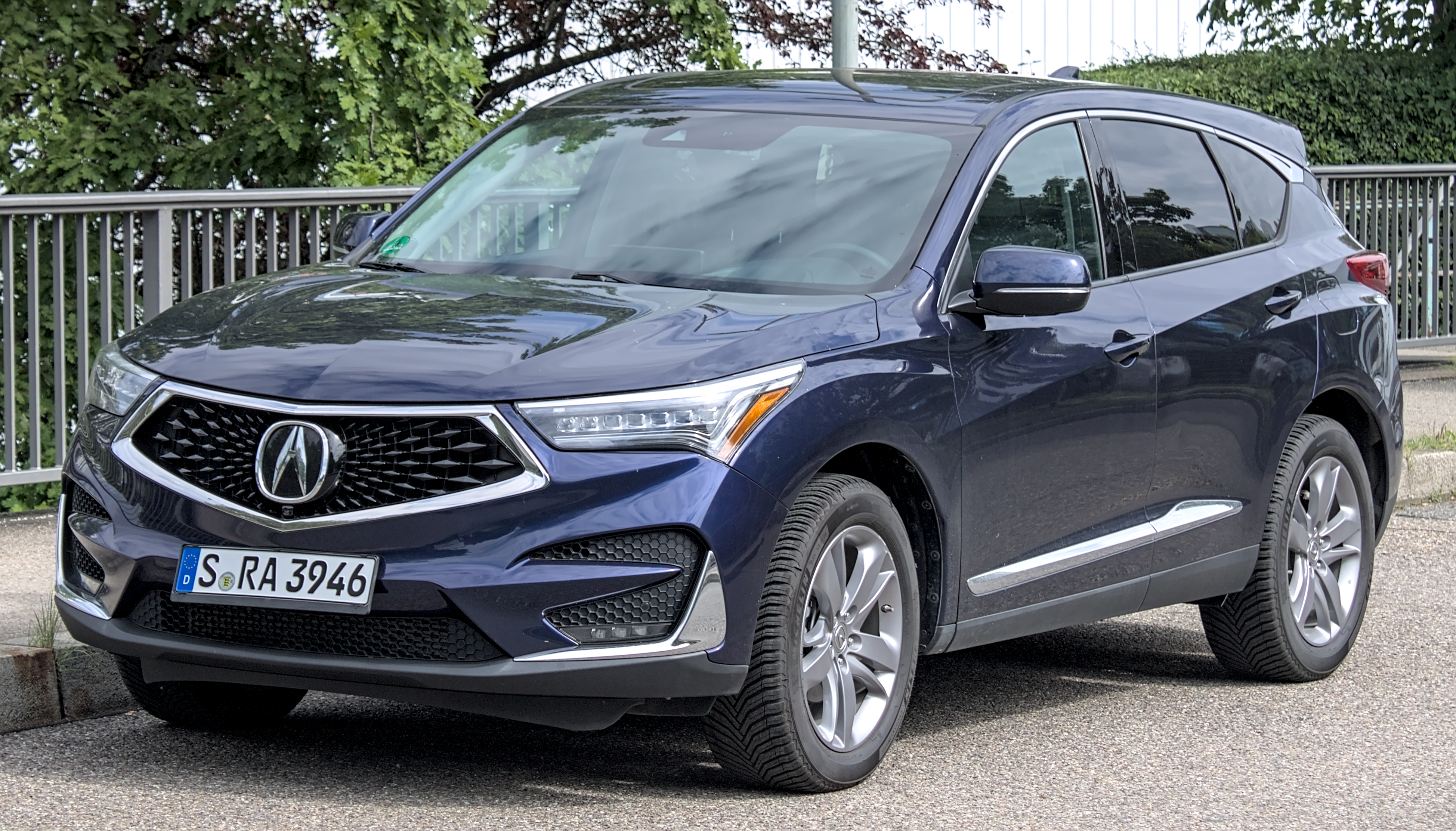
Acura RDX
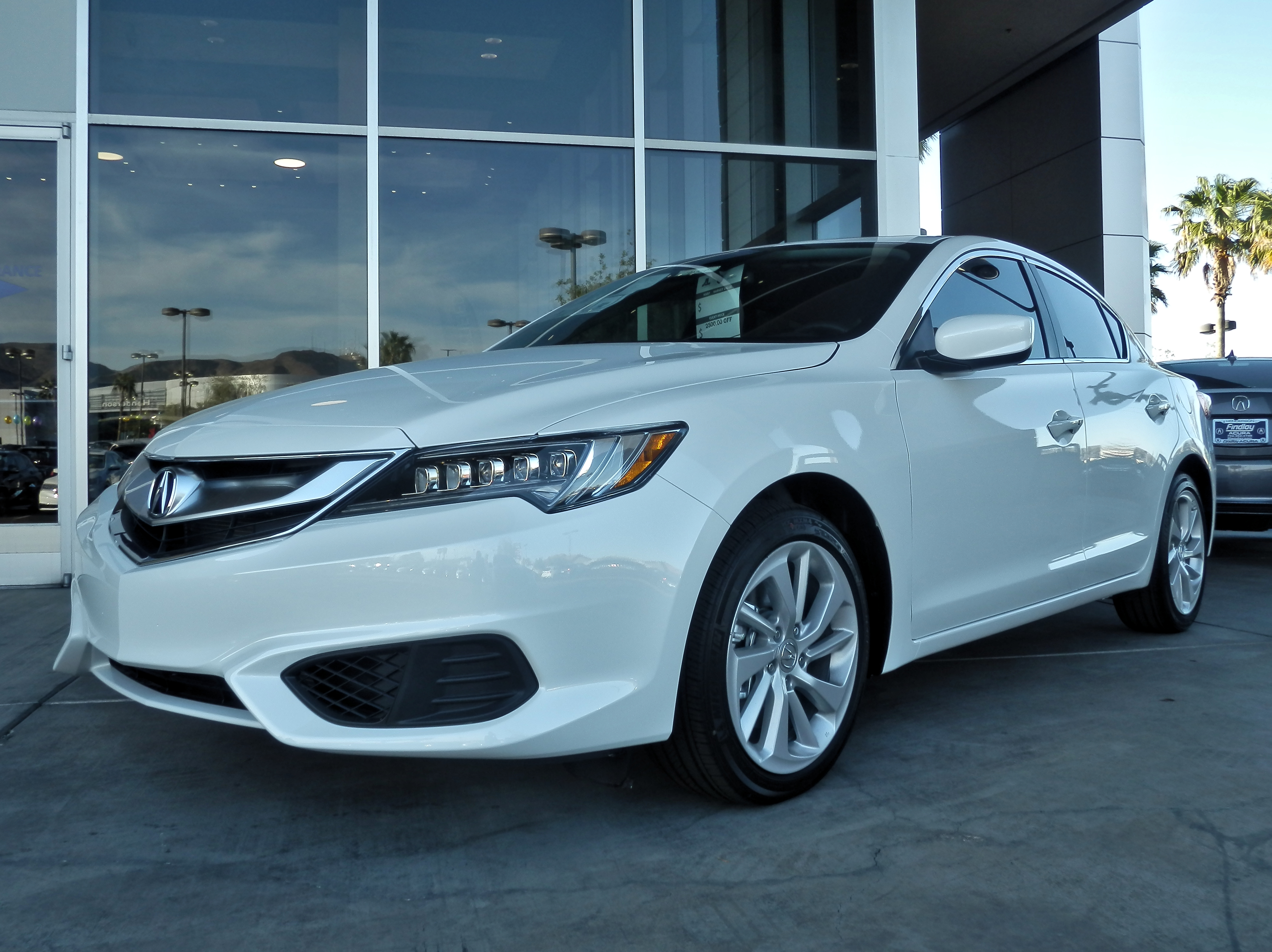
Acura ILX
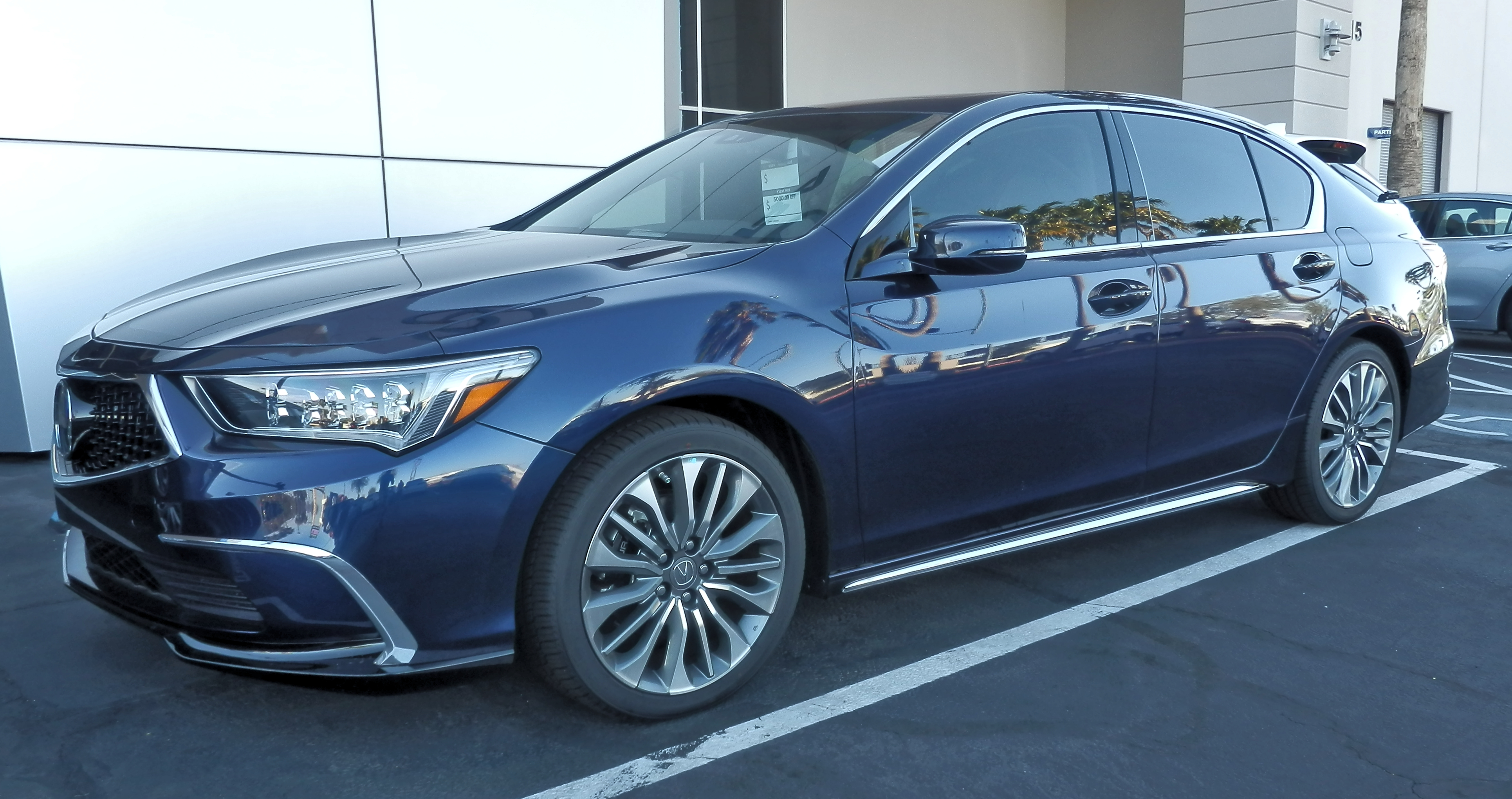
Acura RLX
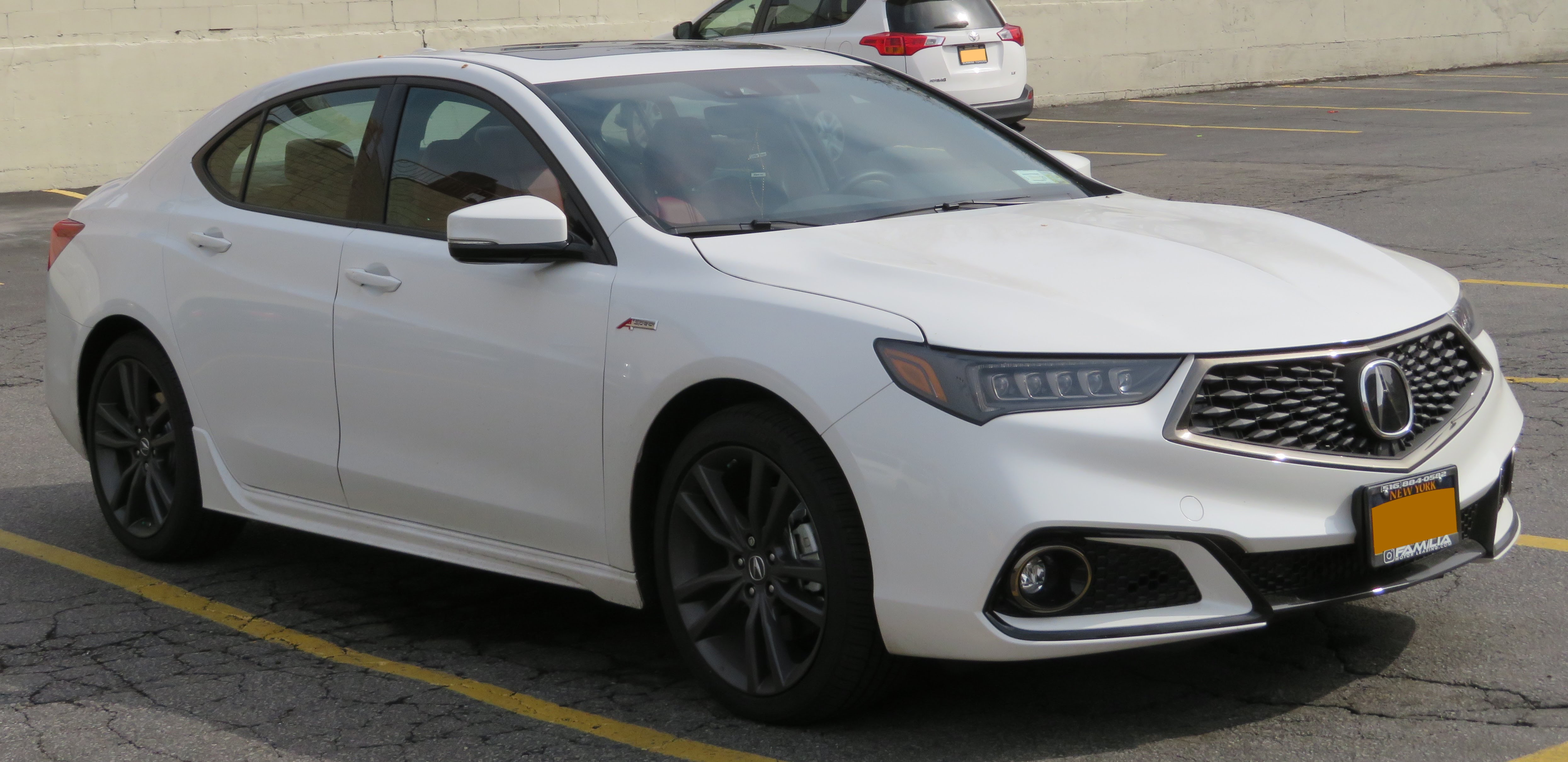
Acura TLX
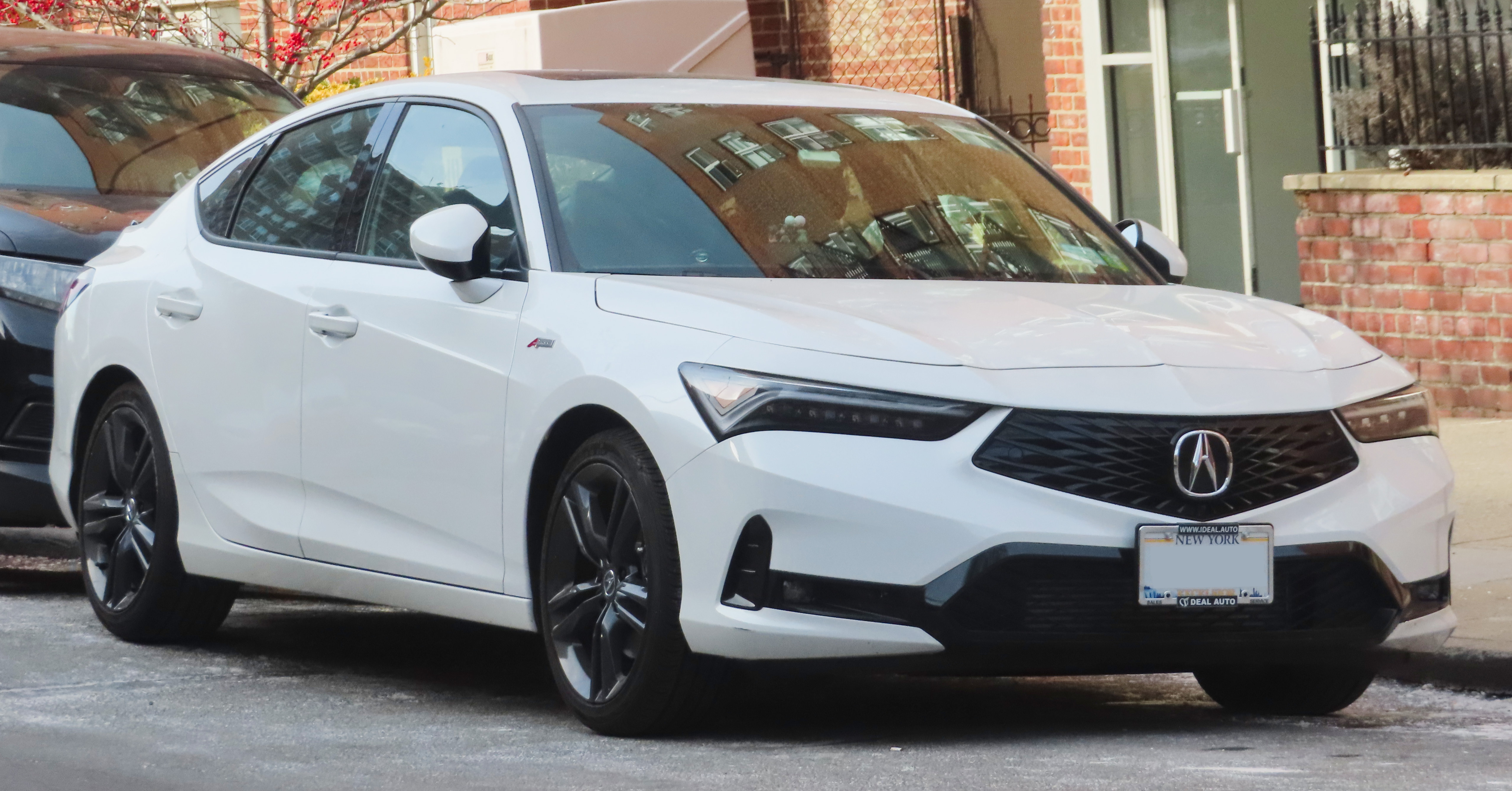
Acura Integra
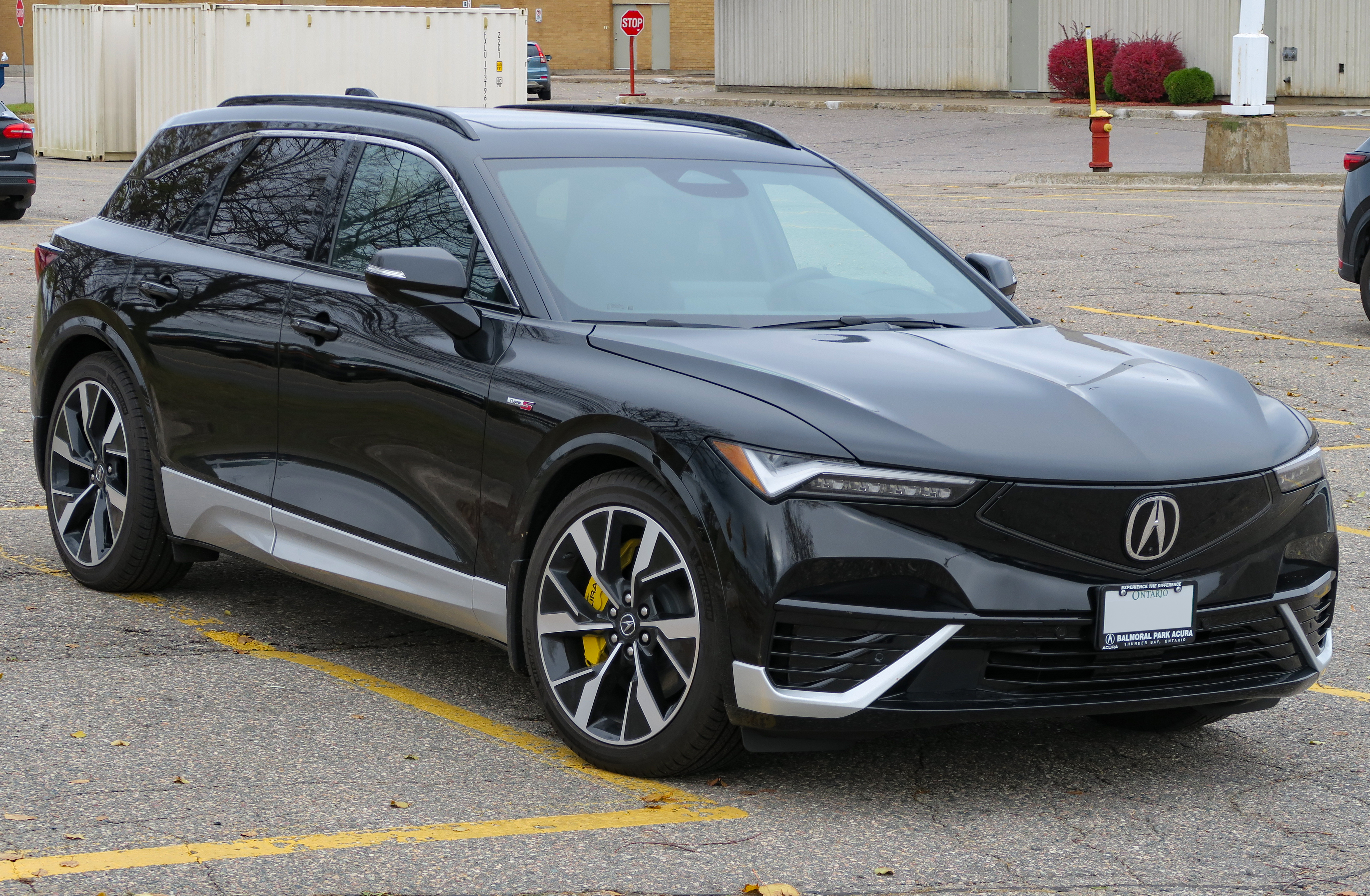
Acura ZDX
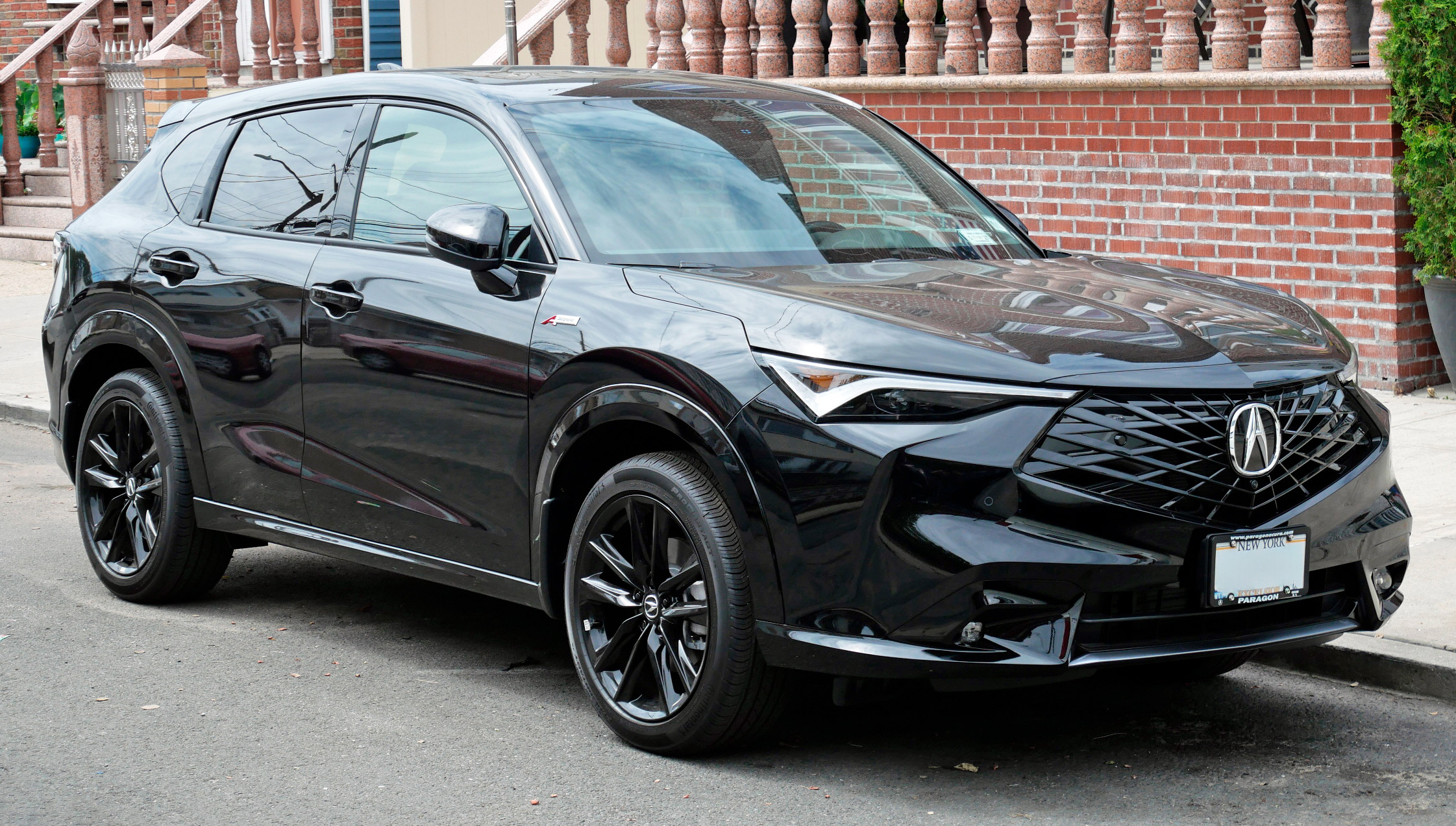
Acura ADX

### Aktuelle Modellpalette in verschiedenen Märkten
- ADX: USA, Kanada, Mexiko
- Integra: USA, Kanada, Mexiko
- MDX: USA, Kanada, Mexiko
- RDX: USA, Kanada, Mexiko
- ZDX: USA, Kanada, Mexiko

## Motorsport

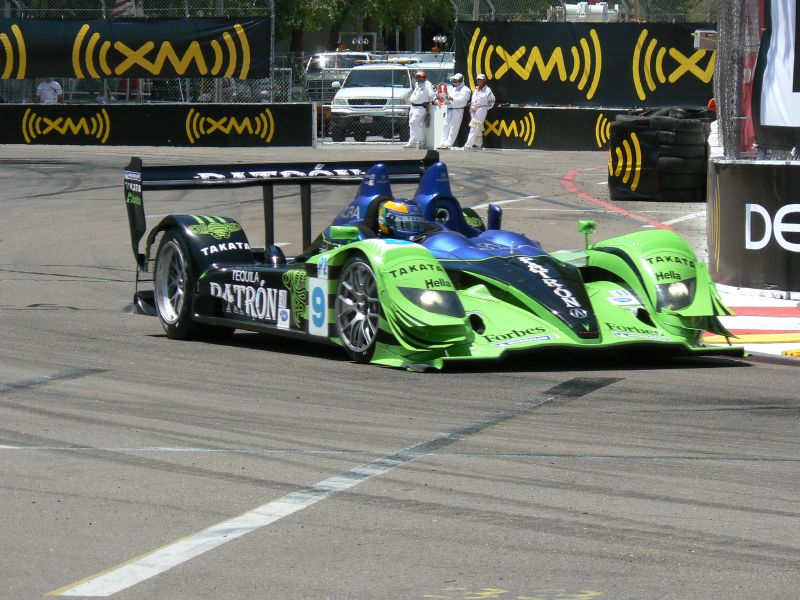
2008 Acura ARX-01b

### Le-Mans-Prototypen
- ARX-01
- ARX-02